# Thamnomalia tumidicaulis
Thamnomalia tumidicaulis là một loài rêu trong họ Neckeraceae. Loài này được (K.A. Wagner) S. Olsson, Enroth & D. Quandt mô tả khoa học đầu tiên năm 2011.